# Fanny Roos
Fanny Matilda Charlotte Roos (ur. 2 stycznia 1995 w Ryssby) – szwedzka lekkoatletka specjalizująca się w pchnięciu kulą.
W 2017 r. zdobyła w Bydgoszczy tytuł młodzieżowej mistrzyni Europy. W 2021 r. zdobyła w Toruniu srebrny medal halowych mistrzostw Europy.
Uczestniczka letnich igrzysk olimpijskich w Tokio (2020) (w finale zajęła 7. miejsce). Zdobyła brązowy medal na halowych mistrzostwach Europy w 2023 w Stambule.
Wielokrotna mistrzyni Szwecji w pchnięciu kulą, m.in. dziesięciokrotnie na stadionie (2014, 2015, 2016, 2017, 2018, 2019, 2020, 2021, 2022, 2023) oraz dziesięciokrotnie w hali (2014, 2015, 2016, 2017, 2018, 2019, 2020, 2021, 2022, 2025). Była również mistrzynią Szwecji w rzucie dyskiem (2019, na stadionie).
Rekordy życiowe w pchnięciu kulą:
- stadion – 19,66 (3 maja 2025, Shaoxing) – rekord Szwecji
- hala – 19,29 (5 marca 2021, Toruń) – były rekord Szwecji